# Tweede Kamerverkiezingen in het kiesdistrict Haarlem (1888-1918)

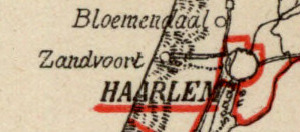
Kiesdistrict Haarlem (1888)

Tweede Kamerverkiezingen in het kiesdistrict Haarlem (1888-1918) geeft een overzicht van verkiezingen voor de Nederlandse Tweede Kamer in het kiesdistrict Haarlem in de periode 1888-1918.
Het kiesdistrict Haarlem was al ingesteld in 1848. De indeling van het kiesdistrict werd gewijzigd na de grondwetsherziening van 1887; tevens werd het kiesdistrict toen omgezet in een enkelvoudig district. Tot het kiesdistrict behoorde vanaf dat moment uitsluitend de gemeente Haarlem.
Legenda
- cursief: in de eerste verkiezingsronde geëindigd op de eerste of tweede plaats, en geplaatst voor de tweede ronde;
- vet: gekozen als lid van de Tweede Kamer.

## 6 maart 1888
De verkiezingen werden gehouden na vervroegde ontbinding van de Tweede Kamer.
|                          | 6 maart |
| ------------------------ | ------- |
| Kiesgerechtigden         | 2.758   |
| Opkomst                  | 2.113   |
| Geldige stemmen          | 2.103   |
| Blanco stemmen           | 8       |
| Kandidaten               |         |
| A.J.W. Farncombe Sanders | 1.289   |
| I.A. Levy                | 469     |
| S. van Heemstra          | 295     |
| F. Domela Nieuwenhuis    | 30      |

## 9 juni 1891
De verkiezingen werden gehouden na ontbinding van de Tweede Kamer.
|                          | 9 juni |
| ------------------------ | ------ |
| Kiesgerechtigden         | 2.917  |
| Opkomst                  | 1.964  |
| Geldige stemmen          | 1.954  |
| Blanco stemmen           | 9      |
| Kandidaten               |        |
| A.J.W. Farncombe Sanders | 1.041  |
| J.A. van Gilse           | 620    |
| H. van Blaaderen         | 202    |
| A.H. Gerhard             | 80     |

## 10 april 1894
De verkiezingen werden gehouden na vervroegde ontbinding van de Tweede Kamer.
|                          | 10 april |
| ------------------------ | -------- |
| Kiesgerechtigden         | 2.707    |
| Opkomst                  | 1.466    |
| Geldige stemmen          | 1.450    |
| Blanco stemmen           | 3        |
| Kandidaten               |          |
| J. Röell                 | 793      |
| A.J.W. Farncombe Sanders | 652      |

## 16 mei 1894
Joan Röell was bij de verkiezingen van 10 april 1894 gekozen in twee kiesdistricten, Haarlem en Utrecht. Hij opteerde voor Utrecht, als gevolg waarvan in Haarlem een naverkiezing gehouden werd.
|                          | 16 mei |
| ------------------------ | ------ |
| Kiesgerechtigden         | 2.782  |
| Opkomst                  | 2.100  |
| Geldige stemmen          | 2.087  |
| Blanco stemmen           | 6      |
| Kandidaten               |        |
| A.J.W. Farncombe Sanders | 1.221  |
| A.P.C. van Karnebeek     | 863    |

## 6 oktober 1896
Antonie Farncombe Sanders, gekozen bij de verkiezingen van 16 mei 1894, overleed op 7 september 1896. Om in de ontstane vacature te voorzien werd een tussentijdse verkiezing gehouden. 
|                     | 6 oktober |
| ------------------- | --------- |
| Kiesgerechtigden    | 2.826     |
| Opkomst             | 1.484     |
| Geldige stemmen     | 1.441     |
| Blanco stemmen      | 39        |
| Kandidaten          |           |
| A.J. Rethaan Macaré | 959       |
| A.E. van Roijen     | 445       |

## 15 juni 1897
De verkiezingen werden gehouden na ontbinding van de Tweede Kamer.
|                     | 15 juni |
| ------------------- | ------- |
| Kiesgerechtigden    | 4.791   |
| Opkomst             | 3.943   |
| Geldige stemmen     | 3.903   |
| Blanco stemmen      | 40      |
| Kandidaten          |         |
| A.J. Rethaan Macaré | 2.295   |
| H.J.A.M. Schaepman  | 1.206   |
| A.E. van Roijen     | 246     |
| T. Vallentgoed      | 156     |

## 11 mei 1900
Adrien Rethaan Macaré, gekozen bij de verkiezingen van 6 maart 1888, trad op 1 april 1900 af vanwege zijn benoeming als advocaat-generaal bij de Hoge Raad der Nederlanden. Om in de ontstane vacature te voorzien werd een tussentijdse verkiezing gehouden.
|                           | 11 mei | 18 mei |
| ------------------------- | ------ | ------ |
| Kiesgerechtigden          | 5.840  | 5.840  |
| Opkomst                   | 3.398  | 3.439  |
| Geldige stemmen           | 3.308  | 3.359  |
| Blanco stemmen            | 90     | 80     |
| Kandidaten                |        |        |
| F.W. van Styrum           | 728    | 1.852  |
| T.A.J. van Asch van Wijck | 748    | 1.507  |
| H.P. de Kanter            | 685    |        |
| L. Modoo                  | 633    |        |
| W.A.J. van de Kamp        | 268    |        |
| P.J. Muller               | 246    |        |

## 14 juni 1901
De verkiezingen werden gehouden na ontbinding van de Tweede Kamer.
|                    | 14 juni | 27 juni |
| ------------------ | ------- | ------- |
| Kiesgerechtigden   | 7.133   | 7.133   |
| Opkomst            | 5.192   | 5.003   |
| Geldige stemmen    | 5.050   | 4.965   |
| Blanco stemmen     | 142     | 38      |
| Kandidaten         |         |         |
| F.W. van Styrum    | 1.778   | 3.135   |
| W.A.J. van de Kamp | 1.480   | 1.830   |
| F.W.N. Hugenholtz  | 1.301   |         |
| N. Oosterbaan      | 491     |         |

## 16 juni 1905
De verkiezingen werden gehouden na ontbinding van de Tweede Kamer.
|                   | 16 juni | 27 juni |
| ----------------- | ------- | ------- |
| Kiesgerechtigden  | 8.665   | 8.665   |
| Opkomst           | 6.700   | 7.673   |
| Geldige stemmen   | 6.623   | 7.629   |
| Blanco stemmen    | 77      | 44      |
| Kandidaten        |         |         |
| F.W. van Styrum   | 2.125   | 4.040   |
| F.K. van Lennep   | 3.022   | 3.589   |
| F.W.N. Hugenholtz | 1.072   |         |
| F.C.J. Netscher   | 404     |         |

## 11 juni 1909
De verkiezingen werden gehouden na ontbinding van de Tweede Kamer.
|                  | 11 juni | 23 juni |
| ---------------- | ------- | ------- |
| Kiesgerechtigden | 9.807   | 9.807   |
| Opkomst          | 8.226   | 8.673   |
| Geldige stemmen  | 8.136   | 8.622   |
| Blanco stemmen   | 90      | 51      |
| Kandidaten       |         |         |
| F.K. van Lennep  | 3.913   | 4.339   |
| J.H. Thiel       | 1.844   | 4.283   |
| F.W. van Styrum  | 1.390   |         |
| P.J. Troelstra   | 989     |         |

## 17 juni 1913
De verkiezingen werden gehouden na ontbinding van de Tweede Kamer.
|                  | 17 juni | 25 juni |
| ---------------- | ------- | ------- |
| Kiesgerechtigden | 10.974  | 10.974  |
| Opkomst          | 10.040  | 10.078  |
| Geldige stemmen  | 9.919   | 10.041  |
| Blanco stemmen   | 121     | 37      |
| Kandidaten       |         |         |
| D. Fock          | 2.901   | 5.788   |
| D.E. van Lennep  | 3.957   | 4.253   |
| P.J. Troelstra   | 2.755   |         |
| W.H. Lieftinck   | 291     |         |
| L.L.H. de Visser | 15      |         |

## 15 juni 1917
De verkiezingen werden gehouden na ontbinding van de Tweede Kamer.
|                  | 15 juni |
| ---------------- | ------- |
| Kiesgerechtigden | 12.132  |
| Opkomst          | 4.421   |
| Geldige stemmen  | 4.323   |
| Blanco stemmen   | 98      |
| Kandidaten       |         |
| D. Fock          | 3.394   |
| M.C. van Wijhe   | 473     |
| Z. Kamerling     | 456     |

## Opheffing
De verkiezing van 1917 was de laatste verkiezing voor het kiesdistrict Haarlem. In 1918 werd voor verkiezingen voor de Tweede Kamer overgegaan op een systeem van evenredige vertegenwoordiging met kandidatenlijsten van politieke partijen.